# Jan Ferina
Jan Ferina (* 14. Januar 2007) ist ein kroatischer Leichtathlet, der sich auf das Kugelstoßen spezialisiert hat.

## Sportliche Laufbahn
Erste internationale Erfahrungen sammelte Jan Ferina beim Europäischen Olympischen Jugendfestival (EYOF) 2023 in Maribor, bei dem er mit einer Weite von 17,58 m den achten Platz mit der 5-kg-Kugel belegte. Anschließend belegte er bei den U18-Balkan-Meisterschaften in Sivas mit 16,84 m den sechsten Platz. Im Jahr darauf belegte er bei den U20-Balkan-Hallenmeisterschaften in Belgrad mit 17,01 m den sechsten Platz und im Juli gewann er bei den U18-Balkan-Meisterschaften in Maribor mit 19,26 m die Silbermedaille. Kurz darauf gewann er bei den U18-Europameisterschaften in Banská Bystrica mit 19,04 m die Bronzemedaille. 2025 siegte er mit 18,75 m bei den U20-Balkan-Hallenmeisterschaften in Sofia und Ende Juni wurde er bei der 2. Liga der Team-Europameisterschaft in Maribor mit 17,46 m Neunter. Kurz darauf siegte er mit 18,77 m bei den U20-Balkan-Meisterschaften in Craiova, ehe er bei den U20-Europameisterschaften in Tampere mit 19,02 m den fünften Platz belegte.
2025 wurde Ferina kroatischer Meister im Kugelstoßen im Freien und in der Halle.